# 積尸增二
積尸增二也稱為巨蟹座42，是在黃道星座巨蟹座的一顆恆星 。其視星等為6.83，比肉眼可見的正常下限更暗。根據視差，這顆恒星距離太陽約616光年，並且以+35公里/秒的徑向速度進一步漂移。積尸增二是鬼宿星團（NGC 2632）的成員之一 。
這顆恆星的恆星分類是A7 III，匹配處於巨星階段的A型星。然而，這可能是對主序星恆星的錯誤分類。它也被歸類為光譜聯星，然而沒有發表軌道元素。估計積尸增二的年齡為6億300萬年，並且以195公里/秒的投影轉速快速旋轉。這顆恆星的質量是太陽的2.39倍，半徑是太陽的4.2倍。它正以7,607K的有效溫度 ，從其光球層輻射的亮度是太陽光度的51.5倍。